# Hieronim Hilary Łabęcki

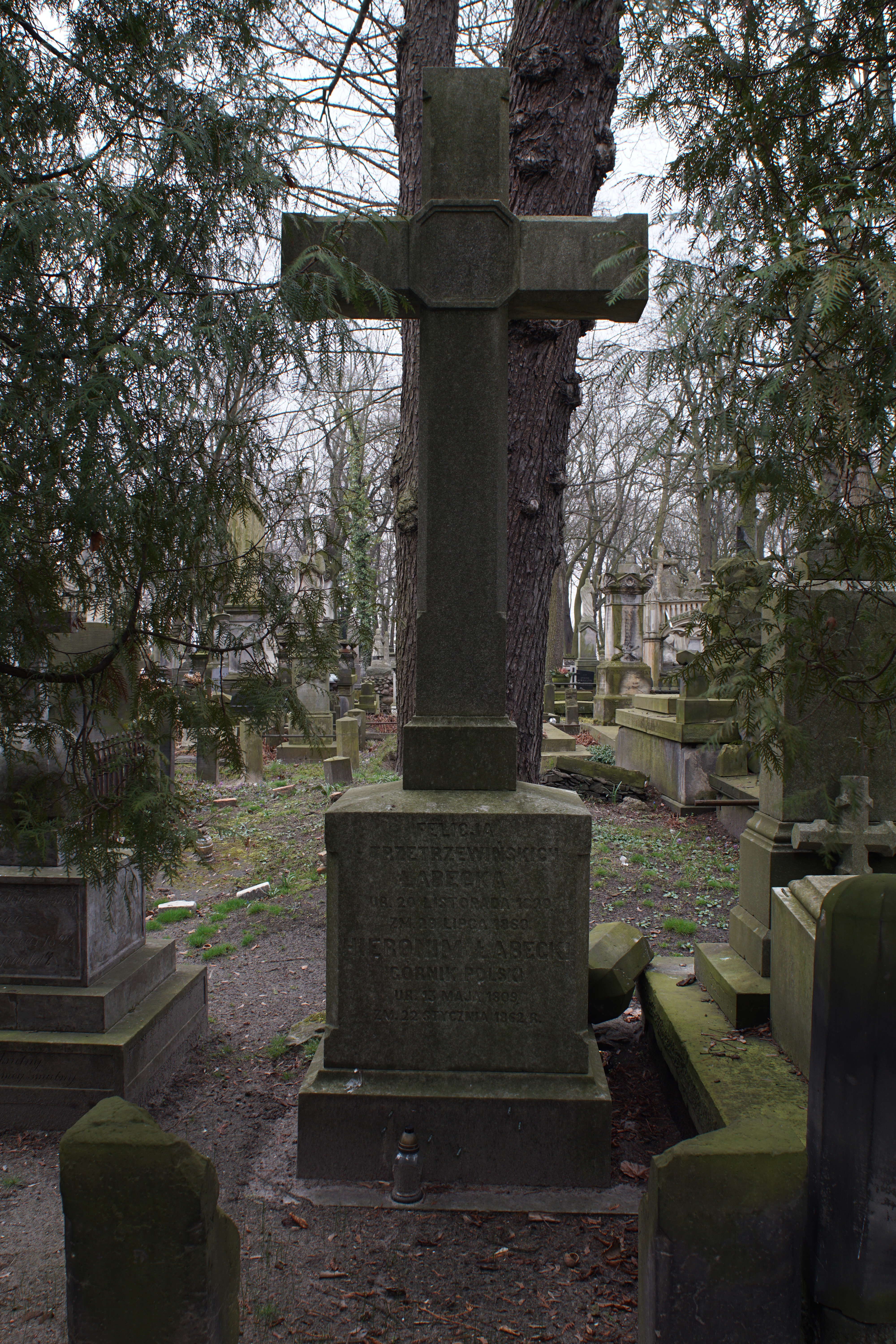
Grób Hieronima Hilarego Łabęckiego na cmentarzu Powązkowskim

Hieronim Hilary Łabęcki herbu Łabędziogrot (ur. 12 maja 1809 w Warszawie, zm. 22 stycznia 1862, tamże) – historyk polskiego górnictwa i hutnictwa, leksykograf.

## Życiorys
Łabęcki był synem znanego adwokata warszawskiego, Antoniego, nobilitowanego w 1818 roku, i Ewy z Wołowskich. Oboje rodzice pochodzili ze znanych rodzin frankistowskich, które przyjęły chrzest w 2.poł. XVIII wieku. Przodkiem Łabęckich był Moszko z Podhajec, zwany później Tomasz Eleazariusz Łabęcki, zaś Wołowscy wywodzą się od Szlomy z Rohatyna, syna Eliasza Szora (szor- w języku hebrajskim wół). Szloma przybrał po chrzcie miano Łukasz Franciszek Wołowski.
Hieronim ukończył Liceum Warszawskie, po czym studiował najpierw filozofię, potem prawo na UW. Dyplom magisterski obojga praw uzyskał w roku 1829 i podjął pracę w ministerstwie górnictwa Kongresówki. Brał udział w powstaniu listopadowym w stopniu porucznika artylerii, po klęsce powstania przebywał dwa lata na emigracji, odwiedził Anglię, Niemcy, Czechy i inne kraje z rozwiniętym górnictwem, uzupełniając swą wiedzę fachową. Po powrocie do Polski w 1833 r. zaczął karierę w administracji rządowych zakładów górniczych i hutniczych, gdzie pod koniec życia piastował funkcję dyrektora krajowego, i zdobył wielkie zasługi dla rozwoju tych gałęzi przemysłu w Królestwie Polskim. Kierował 5 kopalniami węgla, 28 kopalniami rudy żelaznej i kilkunastoma hutami stali i cynku, mając pod sobą ponad 3400 pracowników.
Łabęcki był także zasłużonym badaczem historii i prawodawstwa górniczego, znawcą mineralogii i geologii. Opublikował ok. 50 prac z tych dziedzin, był członkiem korespondentem Towarzystwa Naukowego Krakowskiego i Deutsche Geologische Gesellschaft.
Był również encyklopedystą piszącym hasła do 28 tomowej Encyklopedii Powszechnej Orgelbranda z lat 1859–1868. Jego nazwisko wymienione jest w I tomie z 1859 roku na liście twórców zawartości tej encyklopedii .
Jako jeden z pierwszych potomków rodzin frankistowskich zerwał z tradycją zawierania małżeństw tylko w gronie tych rodzin i poślubił etniczną Polkę, Felicję Marię Karolinę Trzetrzewińską (zm. 1850), z którą miał dwie córki. Zmarł nagle i został pochowany na warszawskich Powązkach (kwatera 8-8-10). Skromny nagrobek nosi napis Hieronim Łabęcki – Górnik Polski.

## Dzieła
Wybrane prace Hieronima Łabęckiego:
- Górnictwo w Polsce. Opis kopalnictwa i hutnictwa polskiego, tom 1, tom 2, Warszawa 1841
- Początki nauki kopalnictwa, Warszawa 1843
- Pogadanki o krajowym żelazie i stali, Warszawa 1856
- Słownik górniczy polsko-rosyjsko-francusko-niemiecki i rosyjsko-polski, Warszawa ok. 1865